# Ahn Jung-hwan
Ahn Jung-hwan (Seoel, 27 januari 1976) is een Zuid-Koreaanse voormalig profvoetballer die als aanvaller of aanvallende middenvelder speelde.
Ahn begon zijn carrière bij de Busan Icons. Na 1 seizoen vertrok de spits naar Italië om in de Serie A te gaan voetballen voor AC Perugia. Bij Perugia speelde Ahn in de seizoenen 2000/2001 en 2001/2002 29 wedstrijden en trof 5 maal doel. Op het WK 2002 in Japan en Zuid-Korea was Ahn vaste waarde in de spits van het elftal geleid door Guus Hiddink. Zuid-Korea kwam tot de halve finales, na eerder onder andere Italië uitgeschakeld te hebben, door een doelpunt van Ahn. De kater bij de Italianen was zo groot dat Ahn kon vertrekken uit Italië. Ahn speelde 2 jaar voor Shimizu S-Pulse en vervolgens 2 jaar voor de Yokohama Marinos. In het seizoen 2005/2006 kwam Ahn terug in Europa bij het Franse FC Metz. Na 16 wedstrijden en 2 goals vertrok Ahn naar het Duitse MSV Duisburg. In het seizoen 2007/08 kwam hij uit voor Suwon Samsung Bluewings. Bij de Chinese voetbalclub Dalian Shide was Ahn aanvoerder. Hij stopte op 30 januari 2012 met spelen.
Ahn speelt op het wereldkampioenschap voetbal 2010 in Zuid-Afrika zijn derde achtereenvolgende wereldkampioenschap voor de Zuid-Koreaanse nationale voetbalploeg.